# Земс, Вячеслав Андреевич
Вячеслав Андреевич Земс (род. 2 мая 1998) — казахстанский легкоатлет, специалист по спринту и барьерному бегу. Выступает за сборную Казахстана по лёгкой атлетике с 2014 года, чемпион Азии в помещении, многократный победитель и призёр первенств национального значения, действующий рекордсмен Азии в эстафете 4 × 200 метров в помещении и рекордсмен Казахстана в эстафете 4 × 400 метров на открытом стадионе. Представляет Караганду. Мастер спорта Республики Казахстан.

## Биография
Виталий Земс родился 2 мая 1998 года. Занимался лёгкой атлетикой в Караганде вместе со старшим братом Виталием, проходил подготовку под руководством тренера Николая Ивановича Барсанова.
Впервые вошёл в состав казахстанской сборной в 2014 году — в беге на 110 метров с барьерами пытался пройти отбор на юношеские Олимпийские игры в Нанкине, однако на азиатском квалификационном турнире в Бангкоке выступил неудачно.
В 2016 году в 110-метровом барьерном беге занял седьмое место на юниорском азиатском первенстве в Хошимине, стартовал на юниорском мировом первенстве в Быдгоще.
В 2017 году в той же дисциплине одержал победу на взрослом чемпионате Казахстана в Алма-Ате, выступил на чемпионате Азии в Бхубанешваре и на Всемирной Универсиаде в Тайбэе.
В январе 2018 года на зимнем чемпионате Казахстана в Усть-Каменогорске вместе с партнёрами по карагандинской команде Давидом Ефремовым, Владиславом Григорьевым и братом Виталием одержал победу в зачёте эстафеты 4 × 200 метров и установил ныне действующий рекорд Азии в данной дисциплине — 1:26.70. Помимо этого, занял седьмое место в беге на 60 метров с барьерами на чемпионате Азии в помещении в Тегеране, бежал 110 метров с барьерами и эстафету 4 × 100 метров на Азиатских играх в Джакарте.
В 2019 году помимо прочего выступил в 110-метровом барьерном беге на чемпионате Азии в Дохе и на Всемирной Универсиаде в Неаполе. Кроме того, на Универсиаде вместе с соотечественниками Давидом Ефремовым, Андреем Соколовым и Михаилом Литвиным показал восьмой результат в программе эстафеты 4 × 400 метров, установив при этом ныне действующий рекорд Казахстана — 3:07.66.
В 2022 году отметился выступлением на Играх исламской солидарности в Конье, где стал восьмым в беге на 400 метров с барьерами и пятым в эстафете 4 × 400 метров.
В 2023 году на домашнем чемпионате Азии в помещении в Астане занял шестое место в индивидуальном беге на 400 метров и победил в эстафете 4 × 400 метров.